# Портрет актора в ролі
Портре́т акто́ра в ро́лі — різновид костюмованого портрета, що отримав поширення після відновлення театрального мистецтва в Європі з доби Відродження і бароко.

## Виникнення
Культура Ренесансу відродила традиції античного театру після занепаду в добу середньовіччя і поєднала їх з національними традиціями. Театральне мистецтво набуває ознак професійного — виникають постійні акторські товариства (наприклад Шекспірівський «Глобус») та приватні антрепризи. В Італії у XVI столітті народжується комедія дель арте з постійними ролями-масками, що успадковує традиції Римської доби, паралельно розвивається жанр трагедії (Тріссіно, Грото), перші творці якої орієнтувались на трагедії Софокла та Евріпіда. Визначних висот мистецтво театру досягло в Англії (Вільям Шекспір) та Іспанії (Лопе де Вега, Мігель де Сервантес). На зламі 16—17 століть як окремий вид театру виокремлюється опера.
Синтетичне театральне мистецтво, що поєднувало декілька мистецтв під час вистав, привертало пильну увагу громад. Пильно стежили глядачі і за акторами. Найбільш хвилюючі чи вдалі ролі спонукали художників до відтворення акторів у ролі засобами образотворчого мистецтва. З розкопок відомі керамічні фігурки давньогрецьких акторів — у театральному вбранні, на котурнах, що робили актора трохи більшим на зріст, з театральними масками на обличчях. Відомі випадки, коли автор п'єси сам грав роль, адже первісна кількість акторів була обмежена (Софокл грав в деяких зі своїх п'єс). Збереглися зображення акторів у ролях комічних персонажів і в червонофігурному вазописі, в керамічних фігурках з Танагри та Афін.

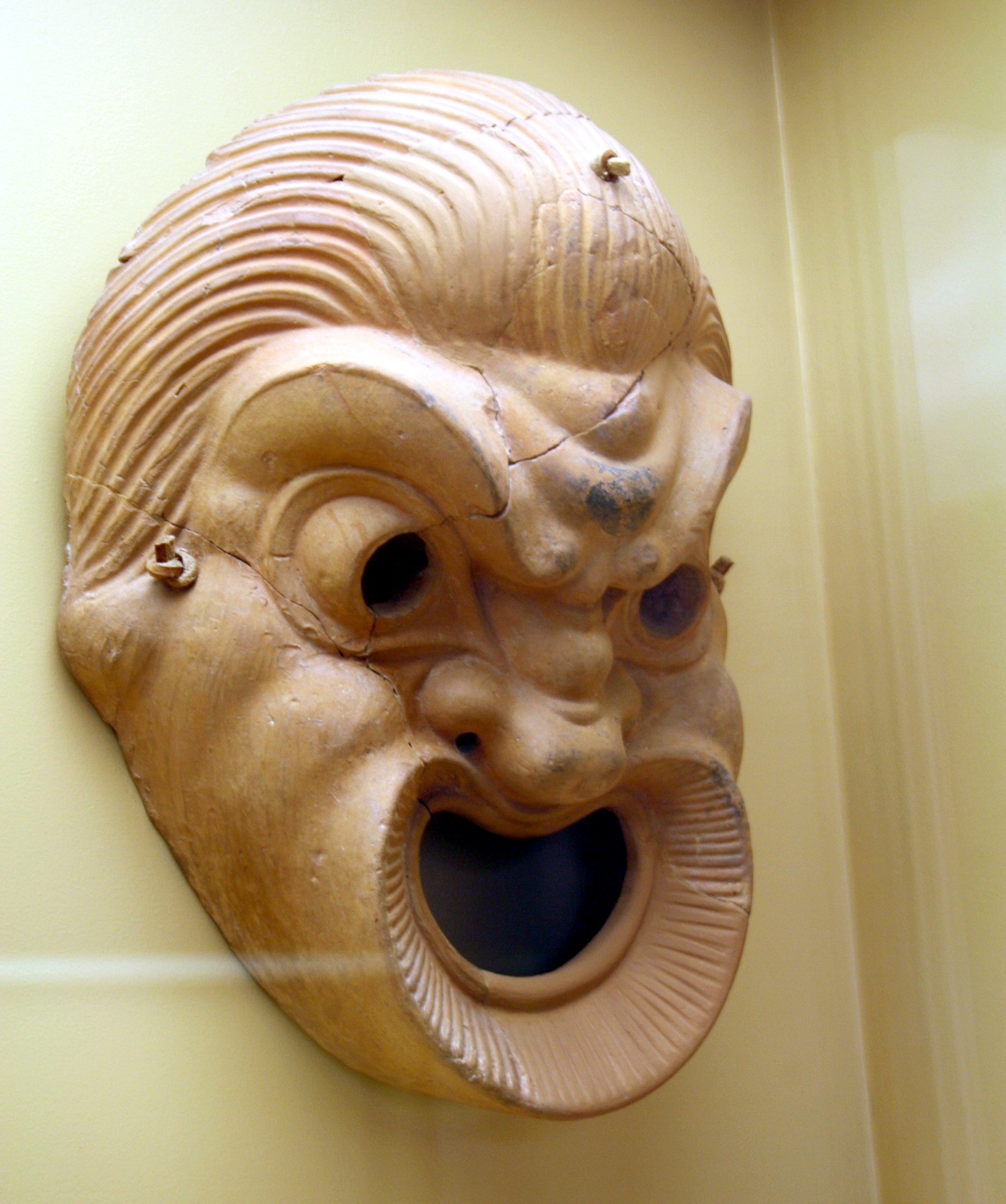
Керамічна маска комедійного актора
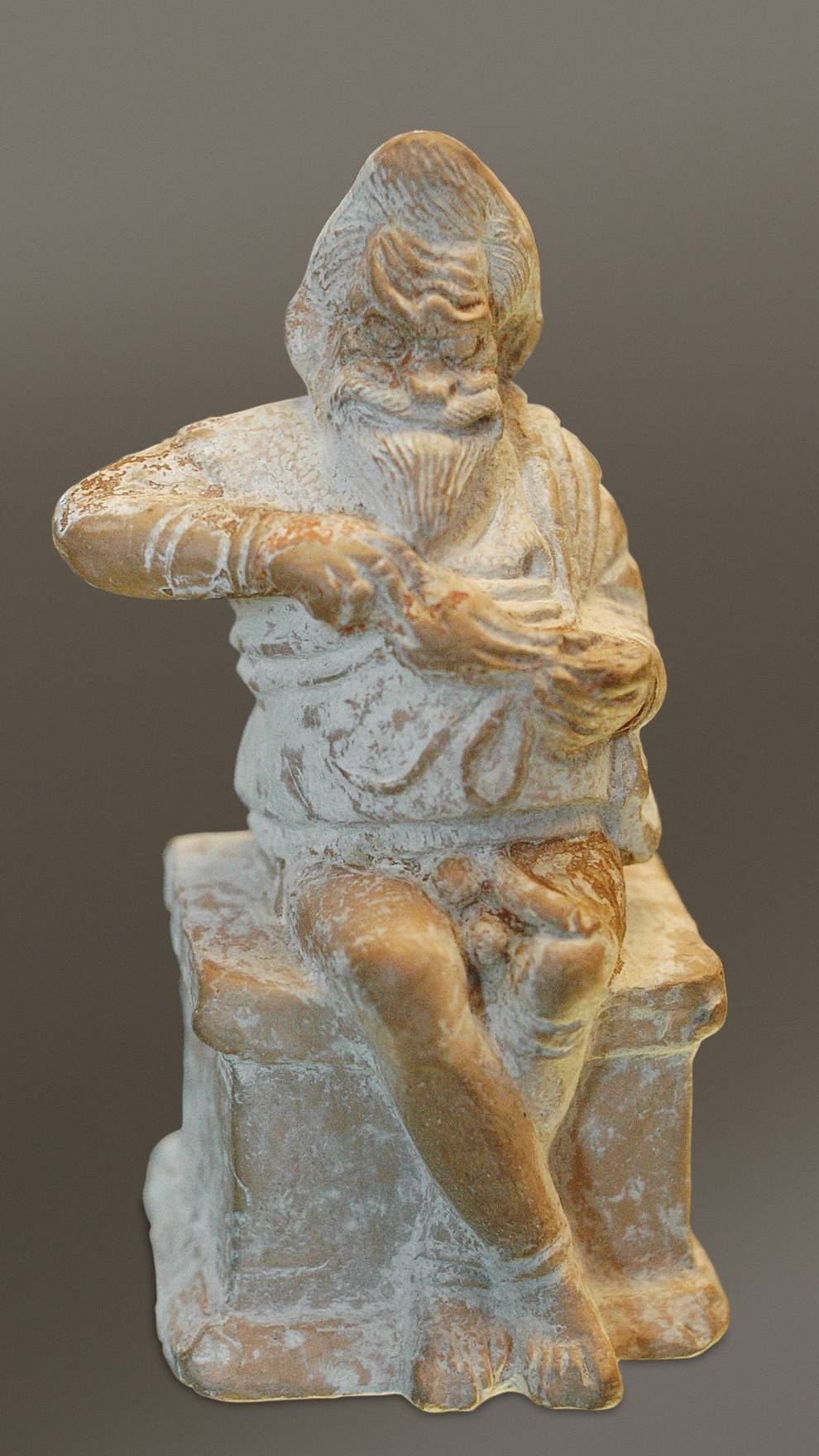
Актор у ролі, давньогрецька керамічна скульптура, Беотія, 4 ст. до н. е. Лувр
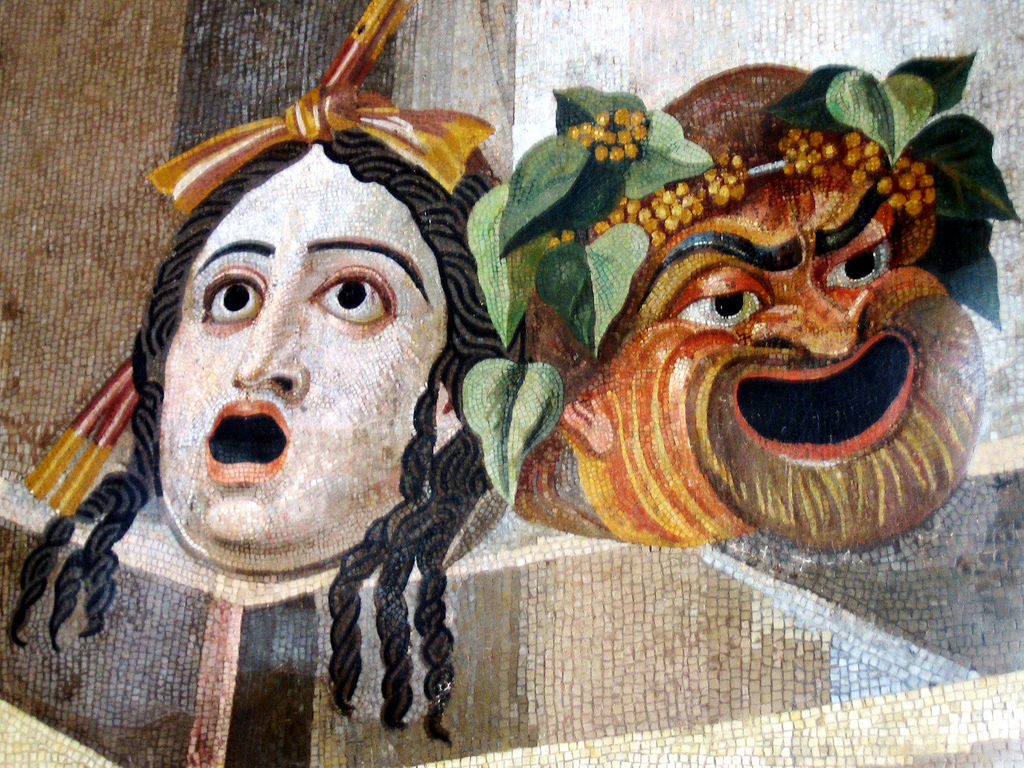
Театральні маски, мозаїка з вілли імператора Адріана, Музей Капітоліні, Рим

Своєрідними акторами в ролі були і гладіатори, якщо тип гладіаторського озброєння вважати своєрідною роллю (гопломах, фракієць, мірміллон, ретіарій, еквіт, що бився, сидячі на коні тощо). А їх зображення мали чималу популярність у давньоримському суспільстві та ставали сюжетами для стінописів, мозаїк, рельєфів.
Поширення у Західній Європі гравюри та живопису олійними фарбами обумовило появу портретів актора в ролі. Становий, недемократичний характер театру доби абсолютизму обумовив пишні костюми, розкішні театральні декорації, сюжети на теми давньогрецьких міфів чи історичних давньоримських подій. Ранні зразки портретів актора в ролі — це ще й сцени з давніх вистав, спогади про які залишені в мемуарній літературі.

## У Франції
Різні варіанти портретів акторів у ролях залишили митці Франції в гравюрі, живопису, скульптурі, бо театр відігравав значну роль в суспільному житті країни. «Портрет двох актрис» олійними фарбами (датований 1699 р.) під час виступу перед публікою залишив художник Жан-Батіст Сантерр, сцену з вистави Корнеля «Граф Ессекс» — Ніколя Ланкре (з портретами акторів Ж. Дюфрен та Рако де Гранваля), Шарль-Андре ван Лоо&nbsp— подав мадемуазель Клерон у ролі Медеї, 1760. У Луврі зберігають скульптуру маркізи Помпадур у театральній ролі під час вистав у її приватному палаці.
Зі скульптором Жаном Антуаном Гудоном був підписаний контракт на створення тридцяти двох скульптурних портретів акторки-співачки Софі Арну, що полонила глядачів у опері «Іфігенія» Глюка. Тридцять погрудь актриси у ролі Іфігенії були створені в дешевому гіпсі, аби вдовольнити попит вельможних глядачів.

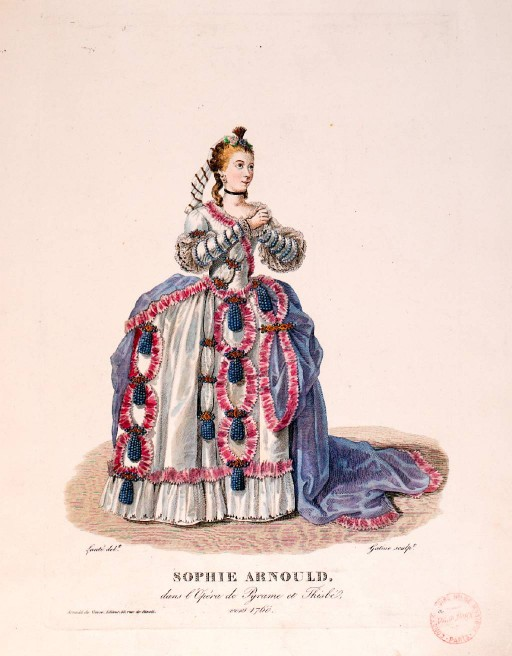
Гравер Ж. Ж. Гатін. Оперна співачка Софі Арну, яку вважали найкращим сопрано доби.
Анрі П'єр Данлу (1753—1909). «Портрет французького актора Тенара в ролі Фігаро». Друга половина 18 ст.

## У Великій Британії

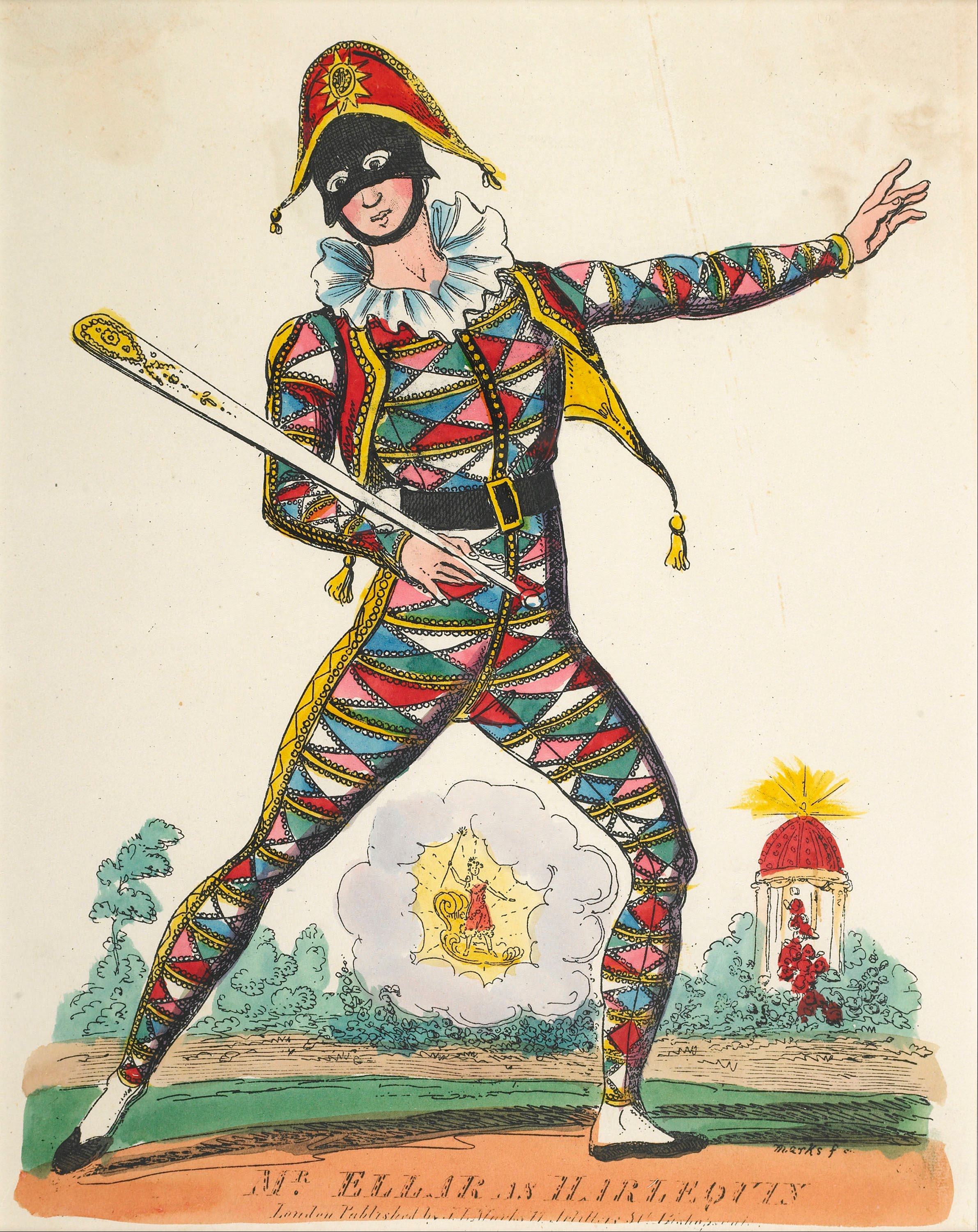
Містер Ельяр у ролі Арлекіна, гравюра, до 1839 р.

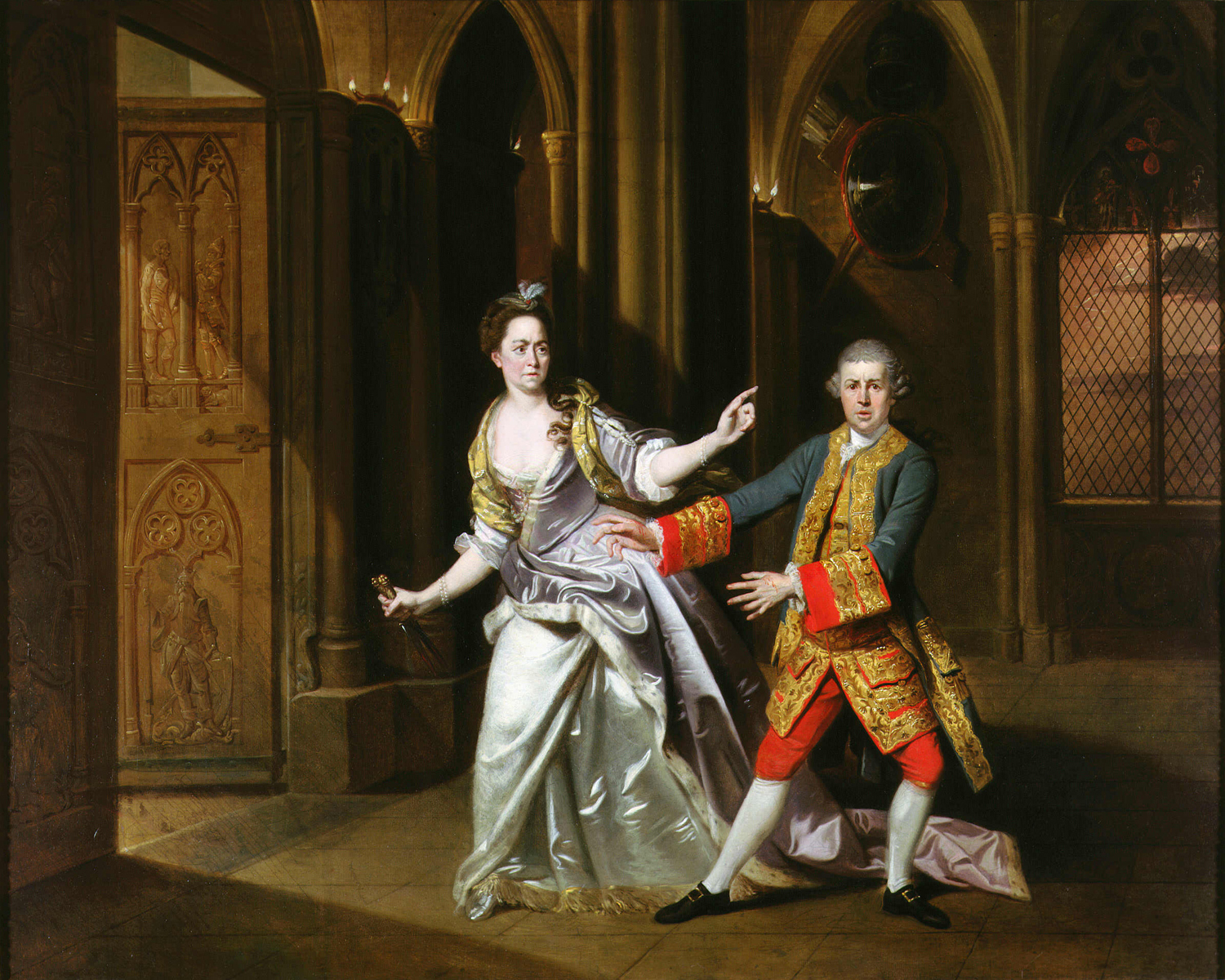
Худ. Й. Цоффані. Акторка Притчард і Девід Гаррік у п'єсі «Макбет» Шекспіра
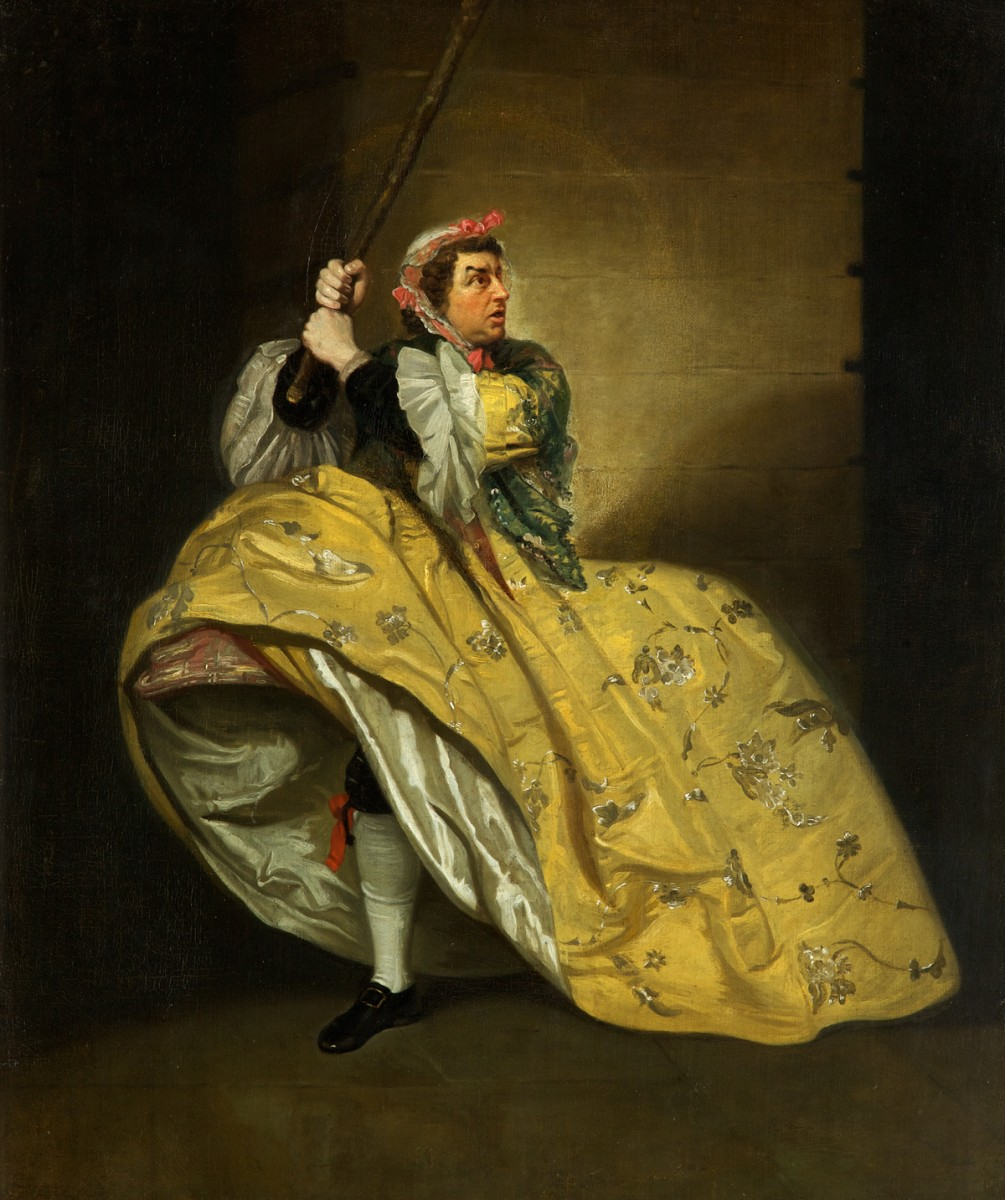
Актор Девід Гаррік у ролі жінки в п'єсі драматурга Дж. Ванбру
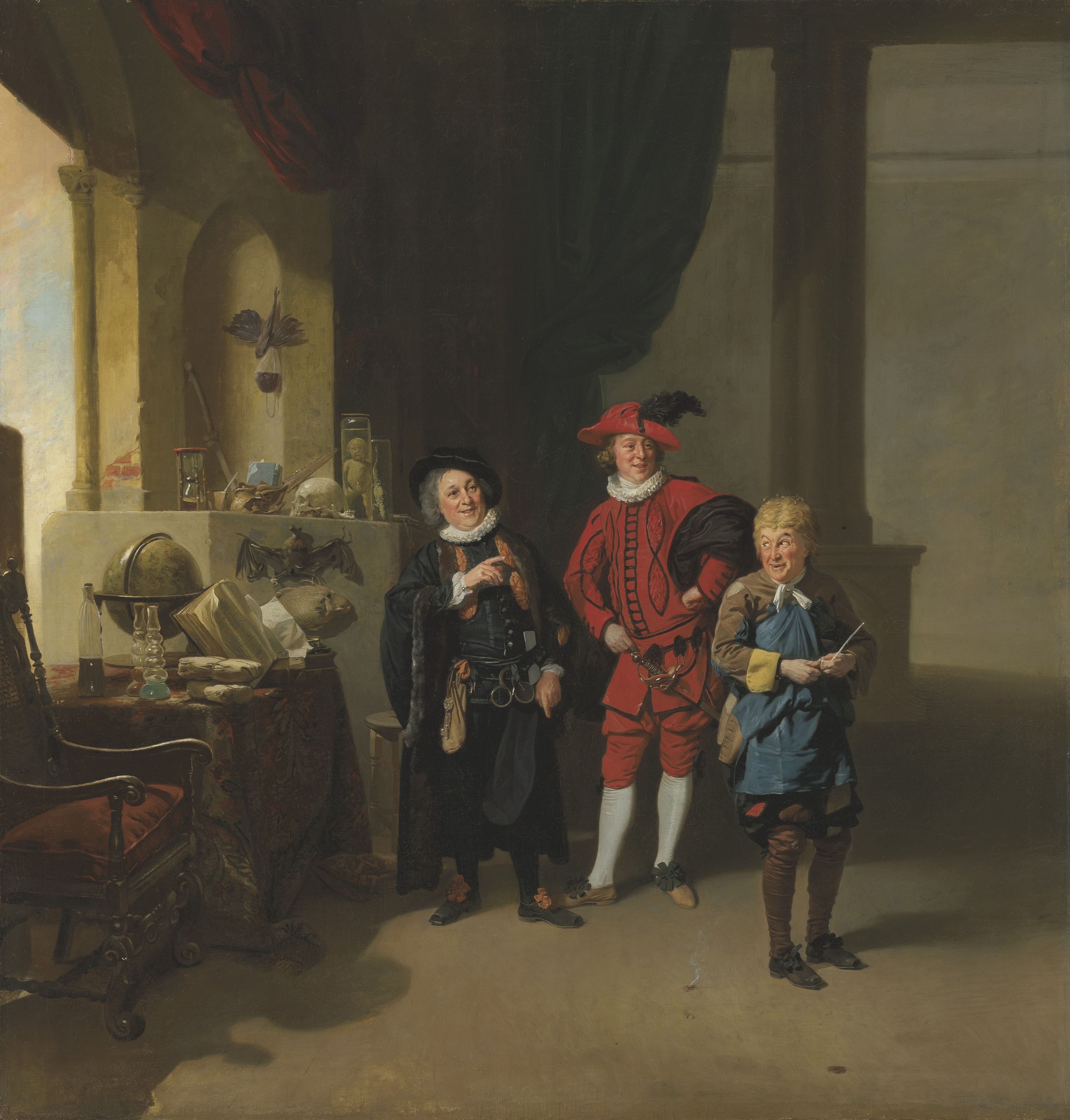
Актор Девід Гаррік у ролі Абеля Драггера, п'єса «Алхімік»
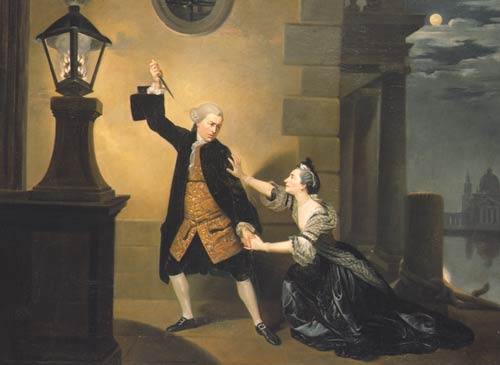
Худ. Й. Цоффані. Акторка Сюзанна Марія Циббер і Девід Гаррік у п'єсі «Врятована Венеція»
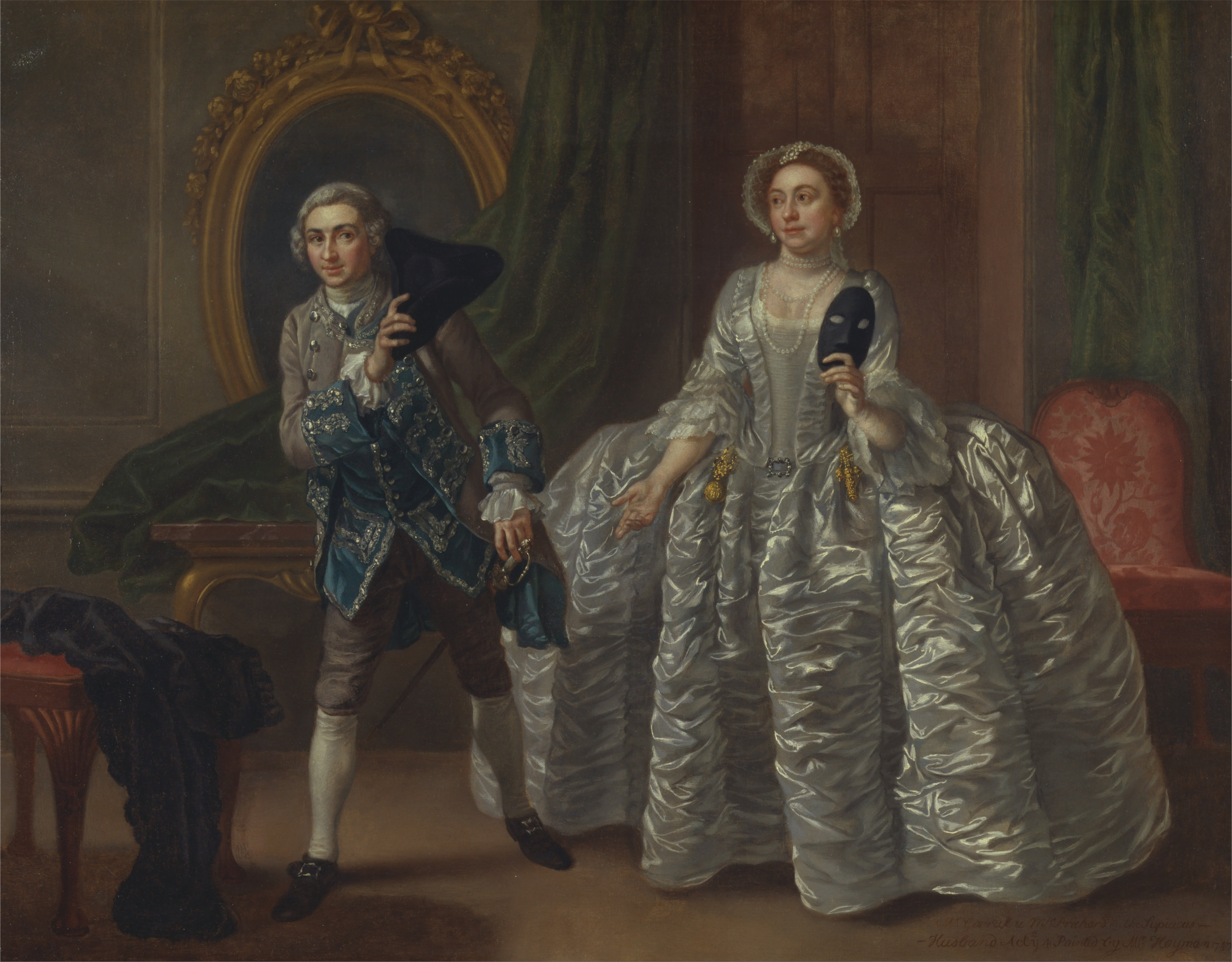
Френсіс Хейман. «Актори Девід Гаррік і місіс Прічард у виставі Бенджміна Хедлі «Ревнивий чоловік»
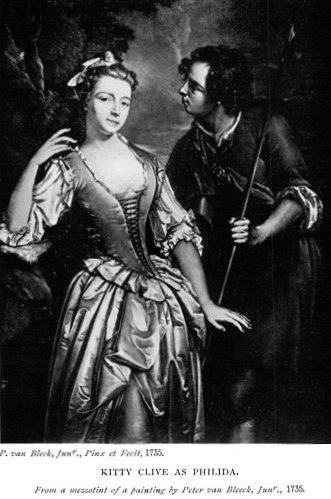
Оперна співачка Кітті Клайв у ролі Філіди (сопрано), меццо-тинто 1735 р.

## У Російській імперії

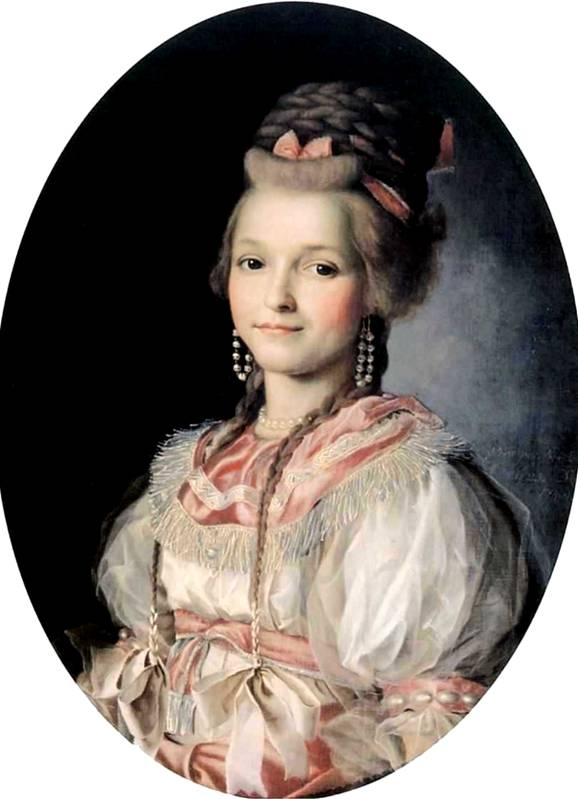
М. Аргунов, Тетяна Шликова-Гранатова, 1789 р.

Становий театр отримав поширення і у Російській імперії у 18 столітті. Поряд з державними (припалацовими) театрами виникають і театри вельмож. Зазвичай їх актори — кріпаки. Популярністю користувався театр кріпаків графа Шереметєва М. П. Акторів-кріпаків для театру готували в спеціальній театральній школі в садибі графа — Кусково. Прості селянські прізвища граф поміняв на театральні прізвища, створені від назв коштовних каменів. Сценічні прізвища акторів-кріпаків Шереметєва були:
- Мавра Бірюзова
- Прасков'я Ковальова стала — Жемчугова
- Таня Шликова стала — Гранатова.

На замовлення Шереметєва його художник-кріпак М. Аргунов створив і портрети акторів графа у ролях, серед яких Параша Жемчугова і Тетяна Гранатова.
На портреті Аргунова, створеного у 1789 р., Тетяні — 16 років, але пишна фантазійна зачіска і театральна сукня роблять її дорослішою. Тетяна була танцівницею, а повільні балети тої доби дозволяли без пошкодження використовувати високі зачіски з оздобленням стрічками і страусовим пір'ям та пишні сукні. На Тетяні — шовкова сукня з прозорими рукавами, дивацький комір з бахромою, на який покладені тонкі дівочі косиці з бантами (дорослі панянки таких зачісок не носили).
Портретом актора в ролі був і аргуновський «Портрет Якимова в костюмі Амура» (1790, Державний Російський музей). Дитину актора художник подав у повний зріст на тлі умовного театрального пейзажу. Колорит — з перевагою улюблених фарб грайливого рококо, натяком на яке були і посмішка хлопчика, і спроба відтворити на полотні щирість його гри. Театральне вбрання хлопчика доповнюють перука, штучні крила і троянди, лук та сагайдак (зброя) для стріл.

### У 19 столітті

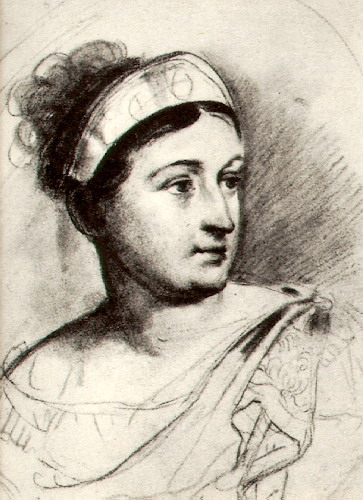
Орест Кіпренський. Актриса К. Семенова в ролі Клітемнестри, малюнок, 1815

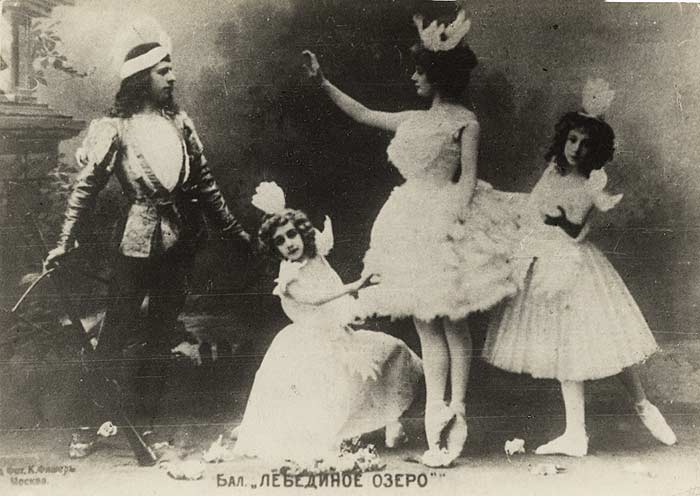
Сцена з балету «Лебедине озеро», фото, 1901

Портрети акторів у ролі продовжували створювати і в 19 столітті. Запізніла стилістика класицизму притаманна портрету актриси Катерини Семенової. Виставу «Іфігенія в Авліді», що йшла в Петербурзі у 1815 бачив художник Орест Кіпренський (Семенова грала Клітемнестру). Малюнок-начерк Семенової Клітемнестри — і створив художник, який так і не завершив. Стримано-героїчний образ з вистави зацікавив гравера Уткіна, що створив у 1816 гравюру-портрет Семенової в ролі Клітемнестри, домалювавши її сценічний костюм і наблизивши образ до класицистичного ідеалу жінки-скульптури. Вона сприймалася вже уособленням трагедії. Офорт Уткіна визнали вдалим і його розміщали у виданні твору Вольтера «Танкред» (переклад на російську створив Гнедич Миколай Іванович). Розповсюджений таким чином портрет актриси в ролі став одним з популярніших тематичних творів.
Створив у 1828 Кіпренський і портрет акторки Телешової олійними фарбами. Вона подана в ролі поселянки Зелії з балету 
Дідло — «Пригоди на полюванні». Умовний театральний одяг акторки створюють чепчик на голові, біла хустка з мереживом на плечах, золоті сережки і фартух. Образ доповнили колосся пшениці, що тримає акторка в руці. Невідповідність костюму реальним селянським — ще не засмучувала глядачів.
Жива реальність з її драмами, трагедійними подіями, непорозумінням людей між собою увірветься в портрети акторів у ролях наприкінці 19 ст. в творах Рєпіна, Головіна, Сєрова.
Трагедійна насиченість притаманна «Портрету актриси П. Стрепетової в ролі Єлизавети» (1881 р., худ. Рєпін Ілля Юхимович). У драмі Писемського «Гірка доля» П. Стрепетова грала роль Єлизавети, що народила позашлюбну дитину від пана. Чоловік Єлизавети аби сильніше покарати жінку, убив дитину на очах матері. Психічно травмовану Єлизавету і подав Рєпін на своєму портреті. Але художнику цього виявилося замало. Він створив цілу низку малюнків з актрисою у різних амплуа, незважаючи на далекі від зовнішньої краси стан та обличчя актриси.

### У 20 столітті

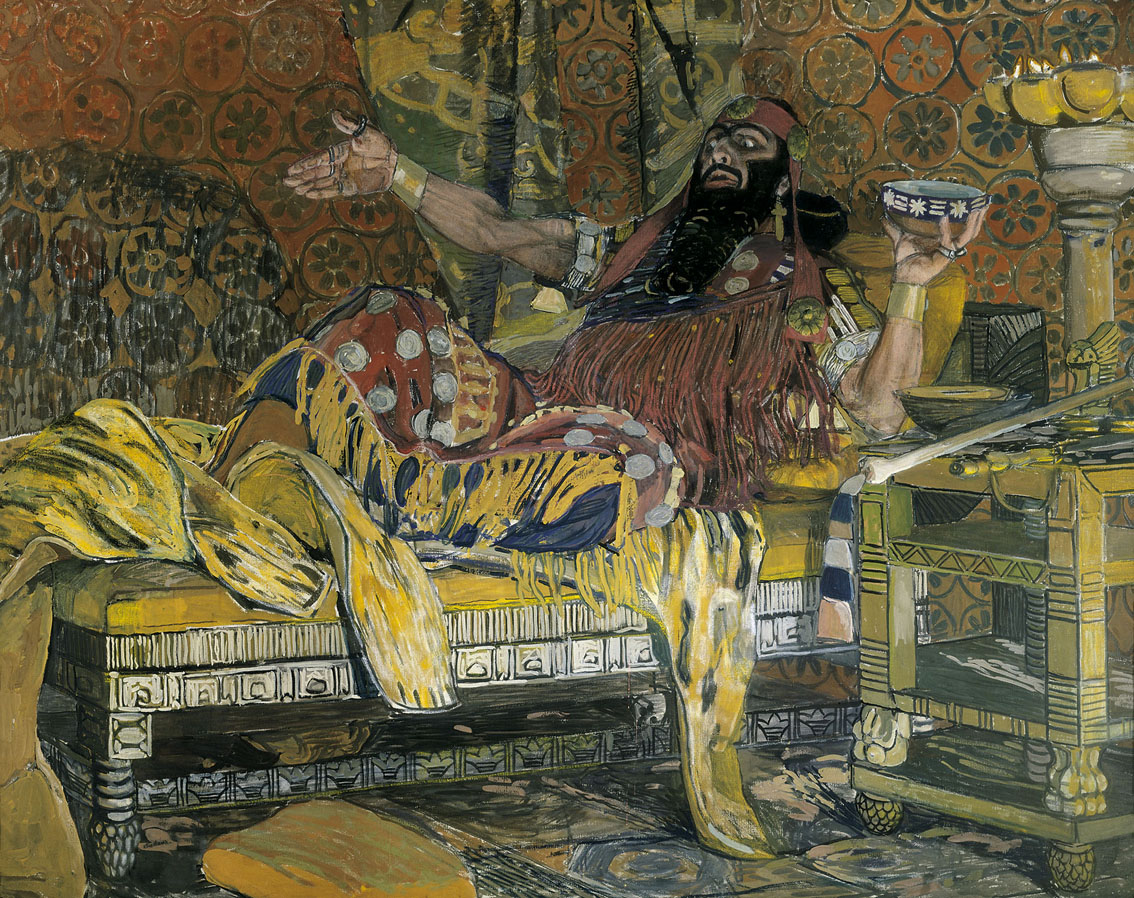
О. Я. Головін. «Шаляпін у ролі Олоферна», 1908 р.

Справжнім шедевром живопису початку 20 ст. став твір художника Головіна «Шаляпін у ролі Олоферна» (опера композитора Серова «Юдиф», гуаш, темпера, 1908). Складний грим, незвичний театральний костюм, дивацький реквізит зробили особу Шаляпіна невпізнанною. А театральний образ, навпаки, став яскравим, могутнім, драматичним, адже за сюжетом Олоферн загине. Олександра Головіна як художника могутньо приваблював Шаляпін в різних ролях, тому він зафіксував відомого оперного співака у ролях Мефістофеля, Фарлафа, Бориса Годунова. Більш декоративні безіменні «Іспанки» Головіна, яких той створив за спогадами сцен з опери Бізе «Кармен».

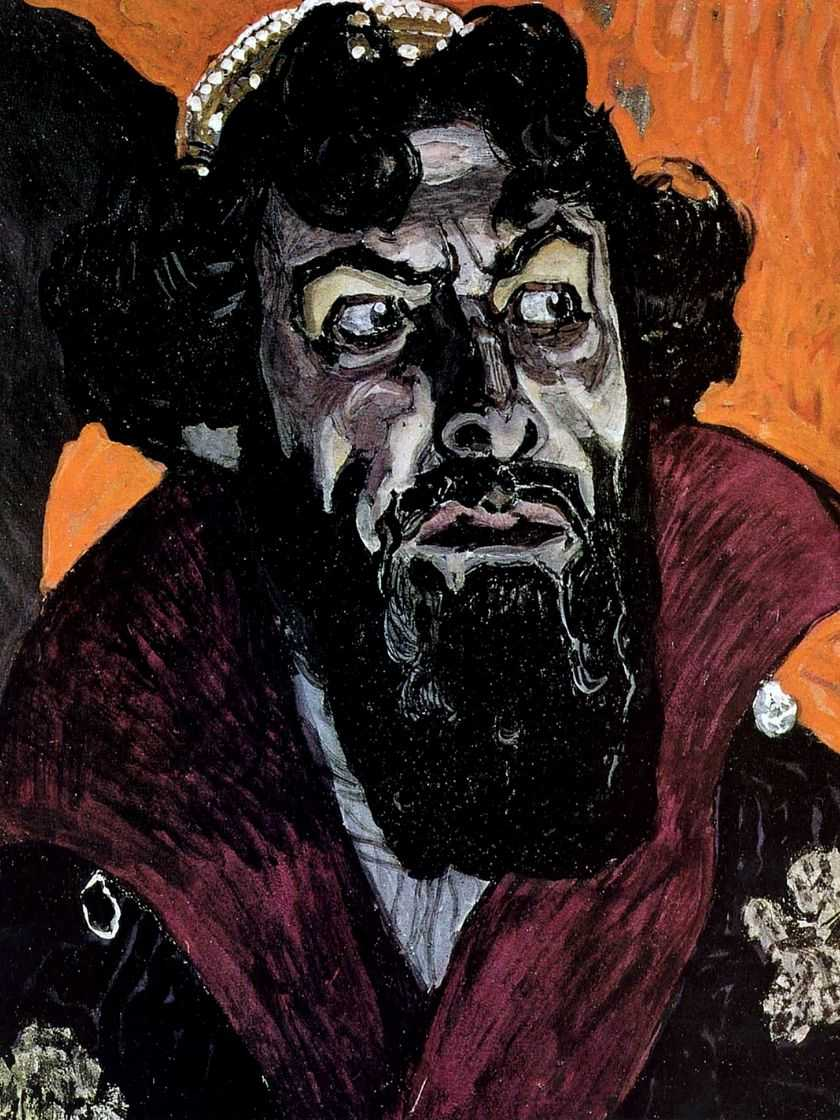
Шаляпін у ролі Бориса Годунова, 1912 р.
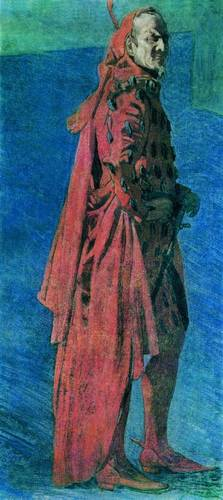
Шаляпін у ролі Мефістофеля, опера Гуно «Фауст», 1905 р.
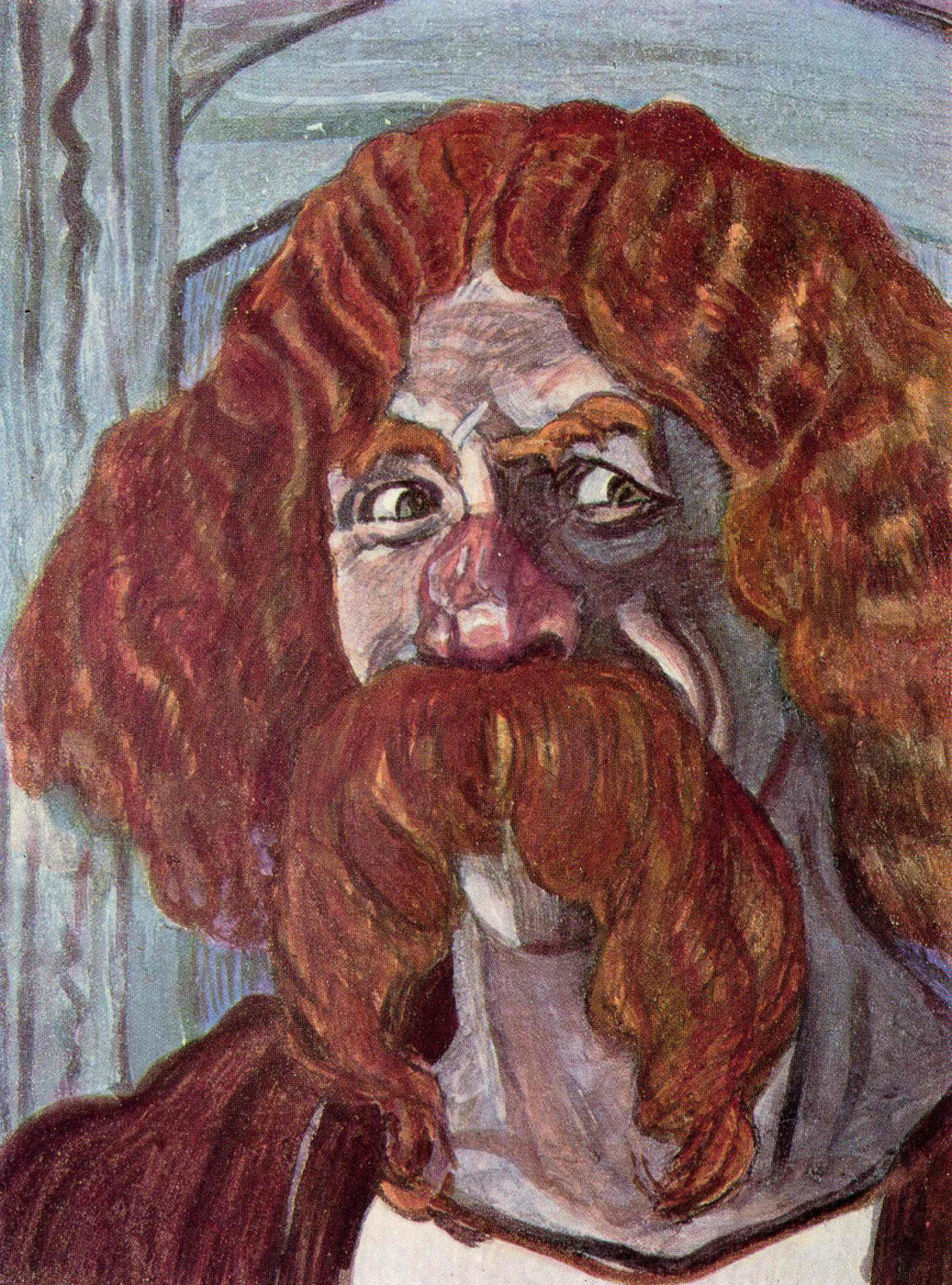
Шаляпін у ролі Фарлафа, початок 20 ст.
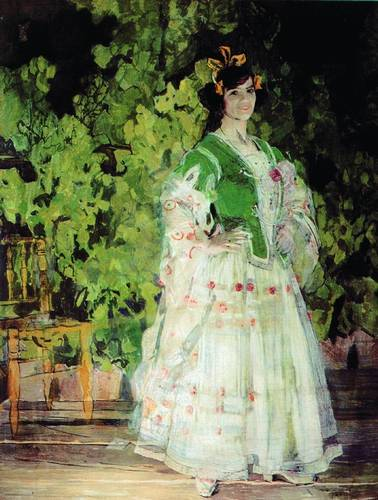
Марія Кузнєцова-Бенуа в ролі Кармен, 1908 р.

## У СРСР

### Портрети акторів у ролях пензля Бориса Григор'єва

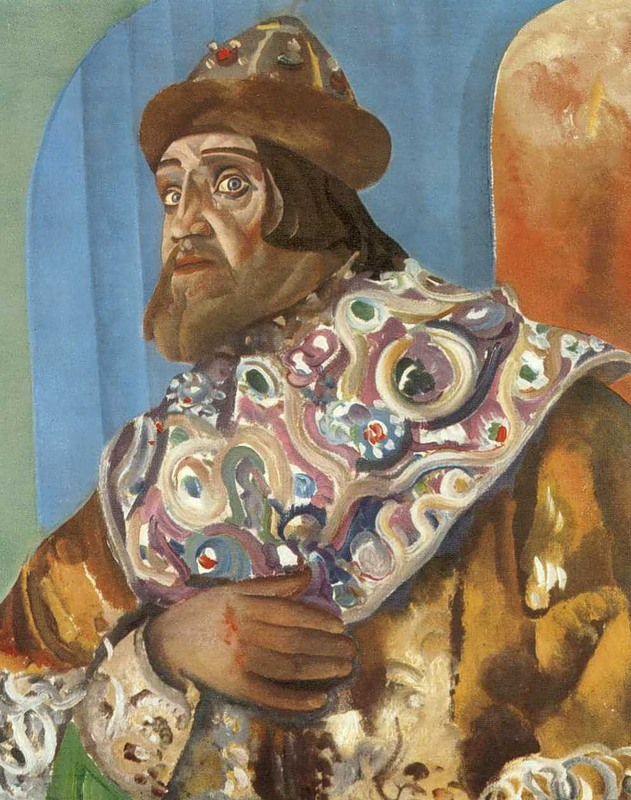
Актор Москвін у ролі царя Федора Івановича, 1923 р.
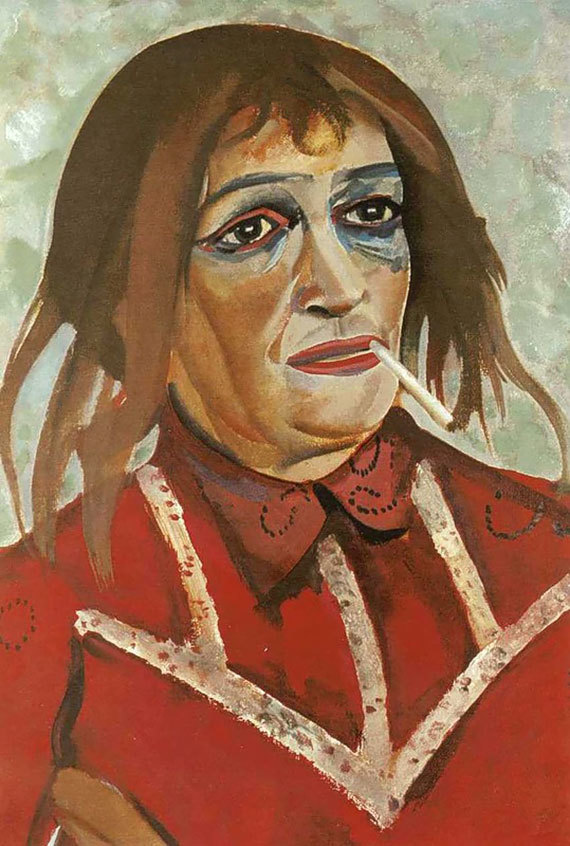
Акторка Ольга Кніппер-Чехова в ролі Настасьї (Горький, вистава «На дні», 1923 р.)
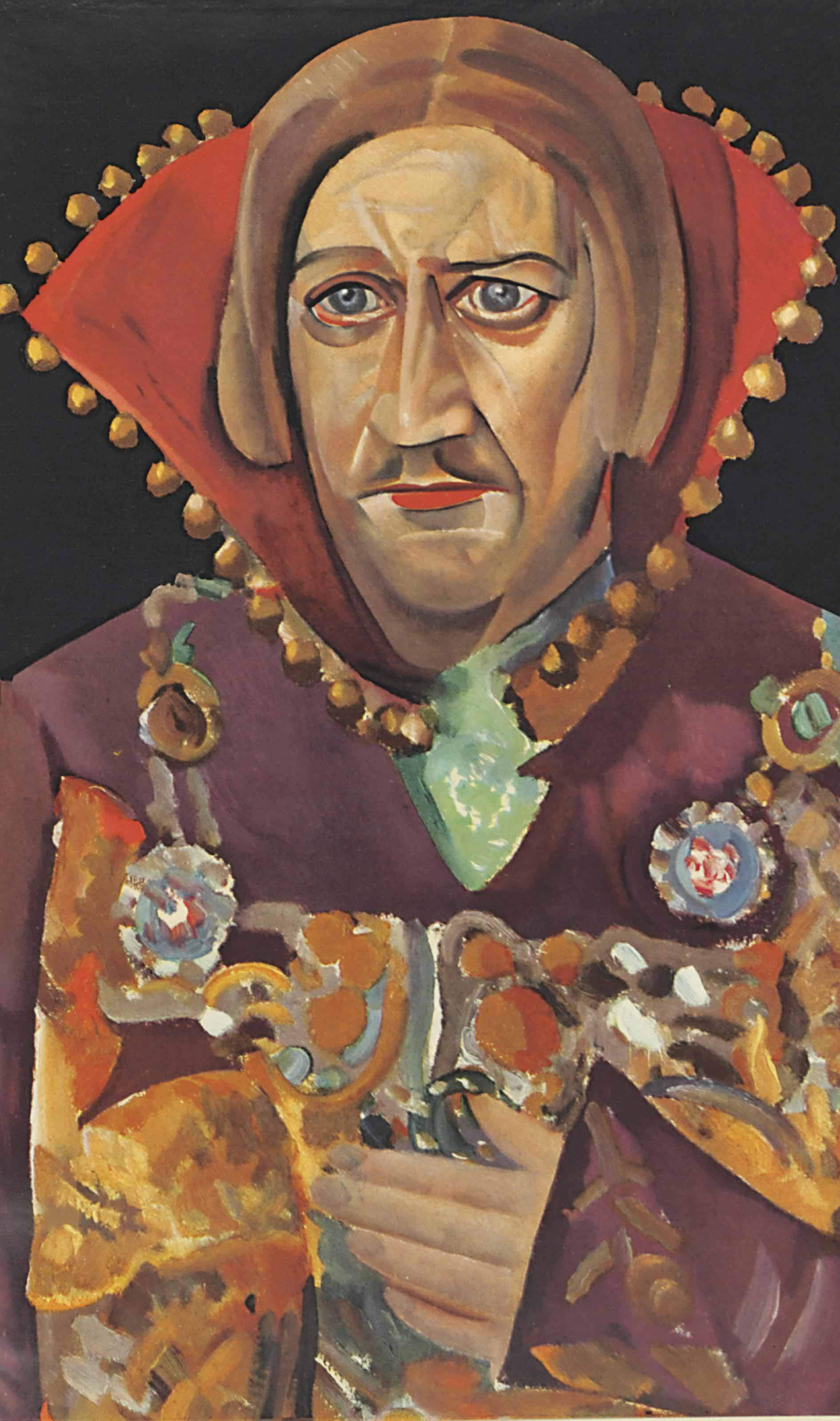
Актор Качалов у ролі, 1923 р.

## Фотопортрети
З часом для створення портретів акторів у ролях залучили фото. Тепер для створення дешевих театральних портретів і сцен з популярних вистав залучили техніку. Дешевий засіб створення якого завгодно накладу фото сприяв як популяризації відомих вистав і акторів, так і першим значним колекціям портретів акторів у ролях на фотокартках. Фото швидко фіксує акторів у ролях, репетиції чи навіть читання п'єси в товаристві акторів заради знайомства з новим твором.
Фотографія починає перетинати межу ремісничого відтворення дійсності та композиційно наближається до живопису, його уславлених зразків. Згодом фото отримає сміливість і почне фіксувати не тільки портрети акторів у ролях, а й моменти переходу в образ, моменти натхненного виконання драматичної вистави, натхненного балетного танцю. До фіксації актора у ролі залучили і кіно, кіновиробництво як таке, що надало можливість збереження не тільки окремих сцен, а й усієї вистави з додатками сцен репетицій чи інтерв'ю.

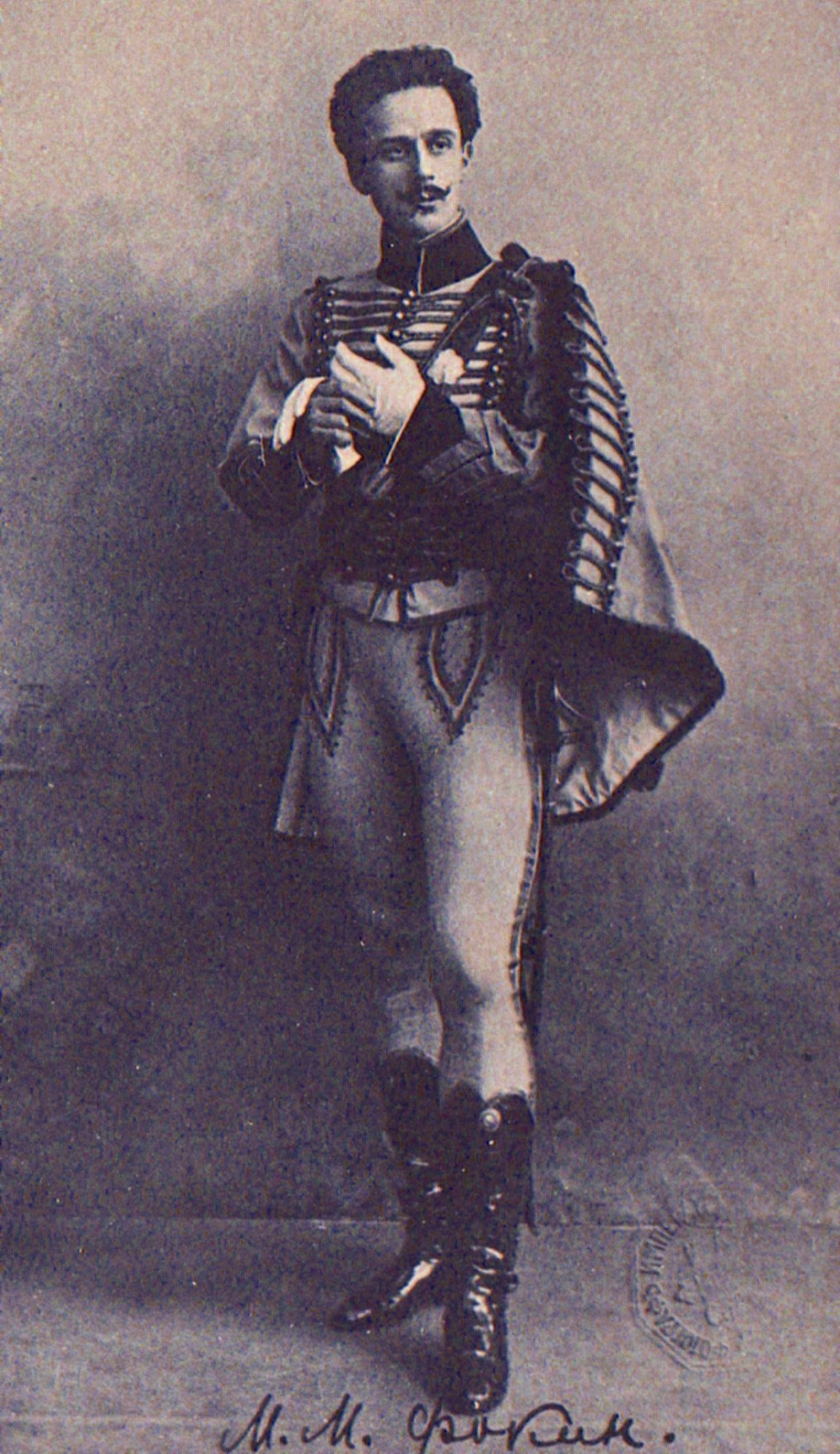
Михайло Фокін у балеті «Пахіта»
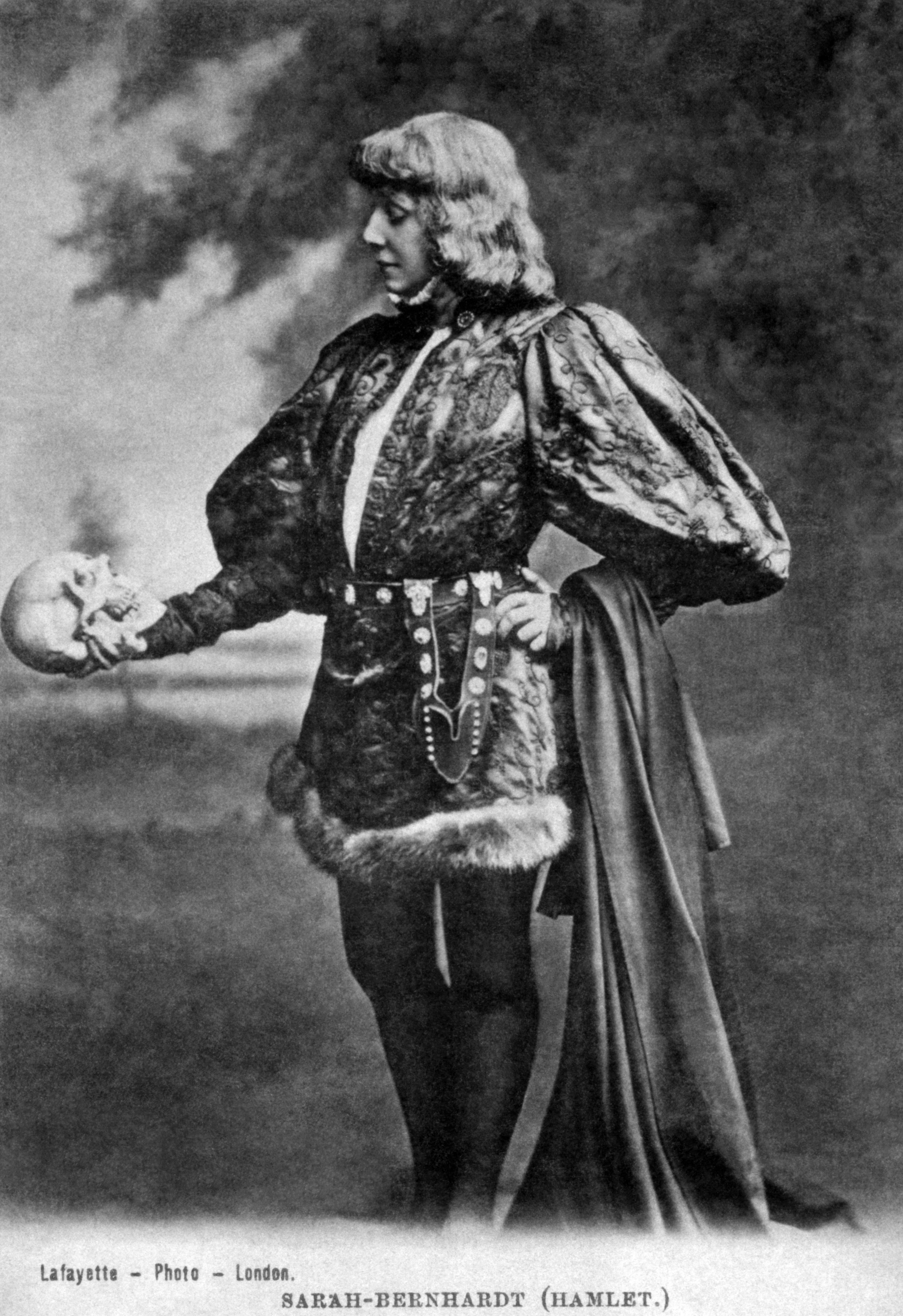
Сара Бернар у ролі Гамлета
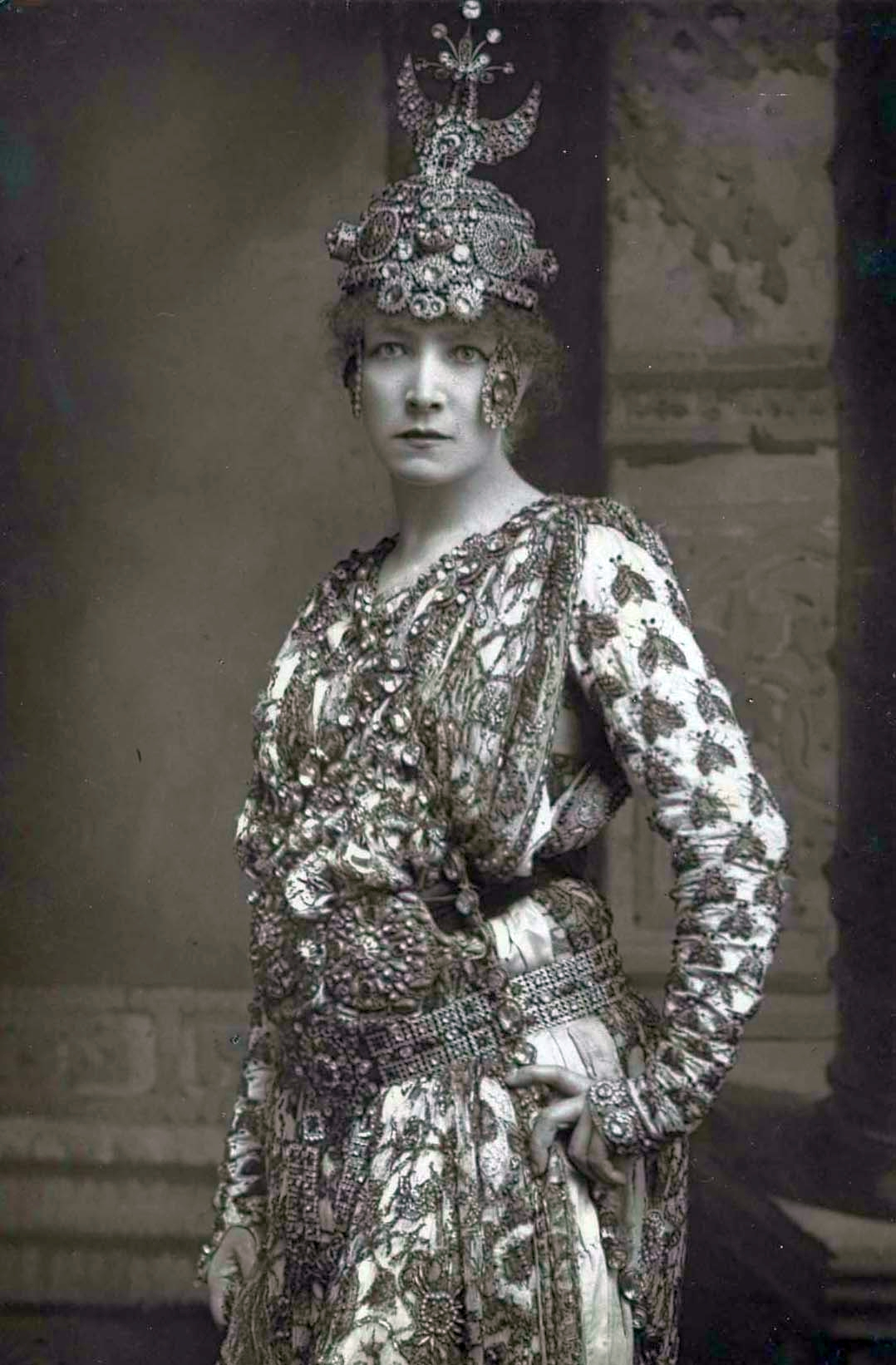
Сара Бернар у ролі Феодори
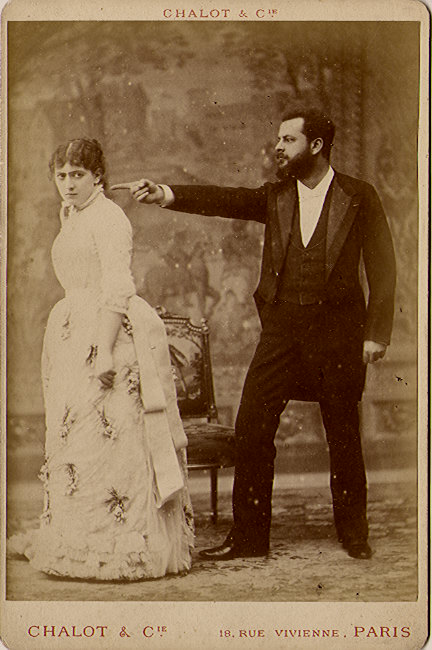
Джейн Гайдінг та Жак Дамала в постановці «Maitre de Forges», 1883
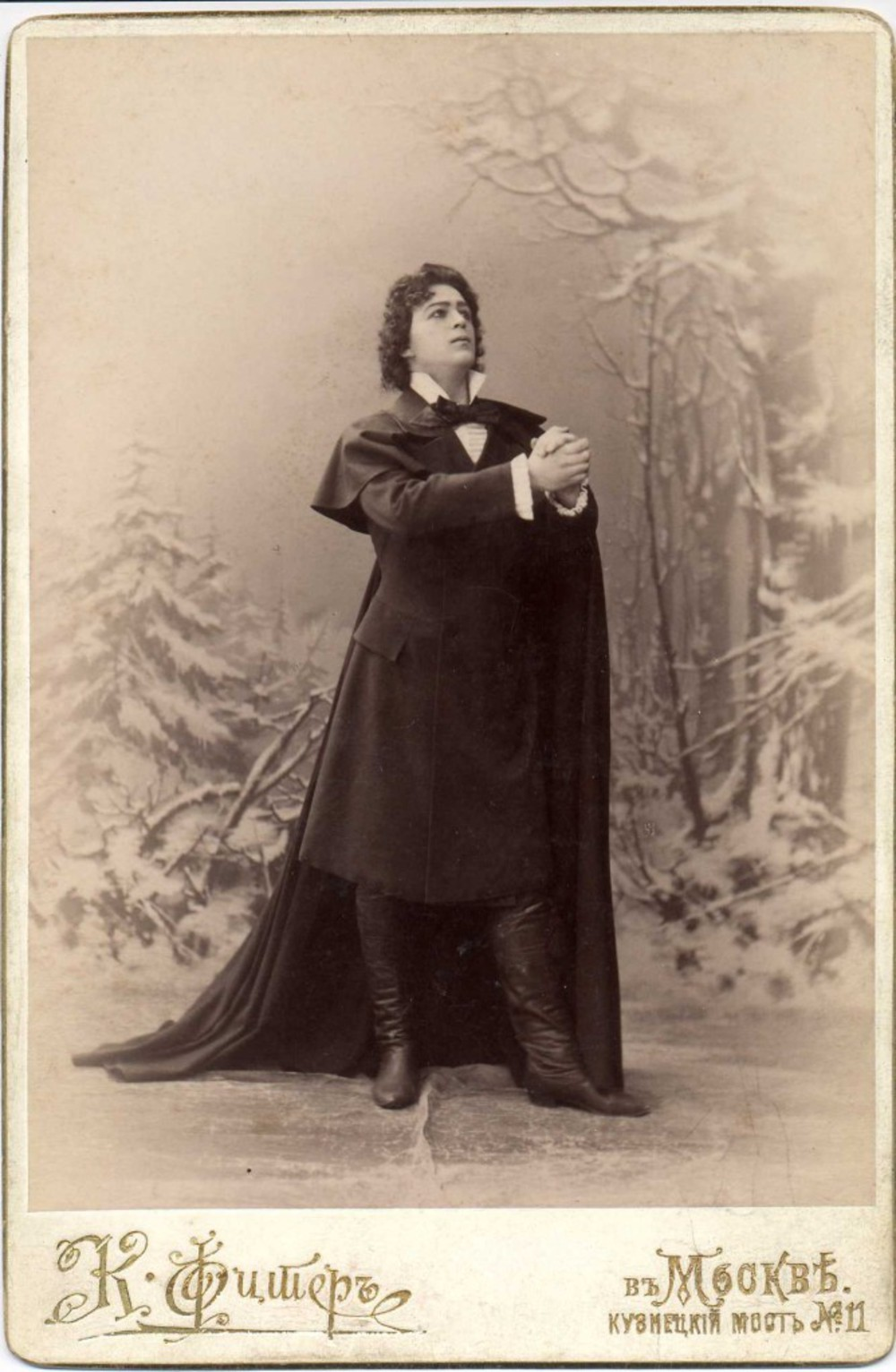
Співак Собінов у ролі Лєнського
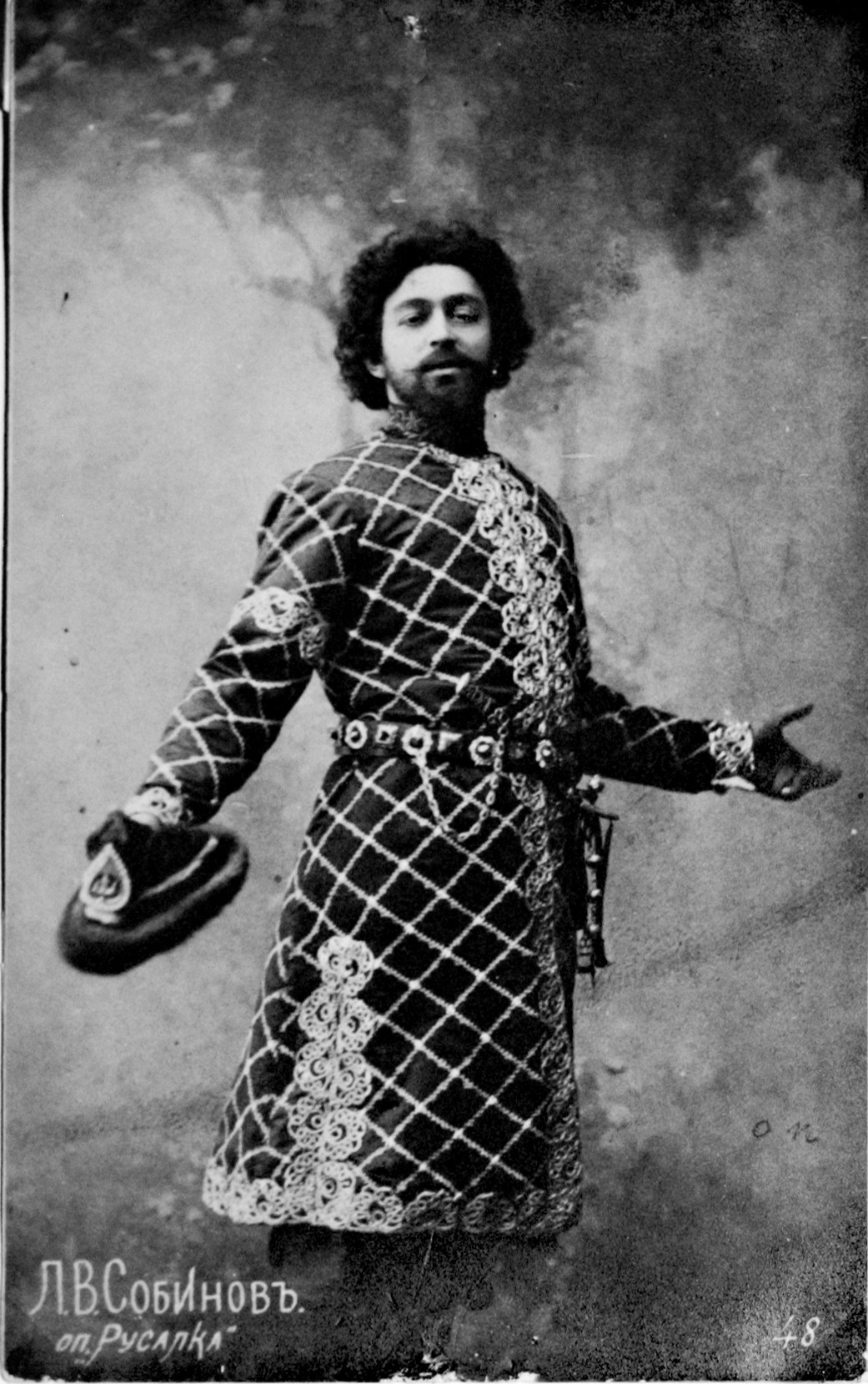
Співак Собінов в опері «Русалка»
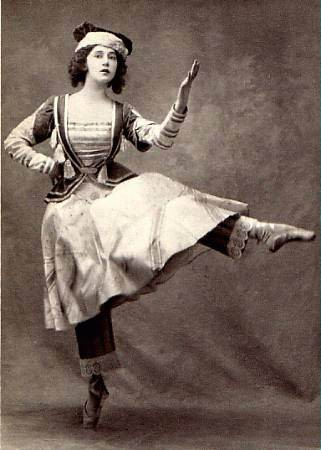
Тамара Карсавіна в балеті «Петрушка»
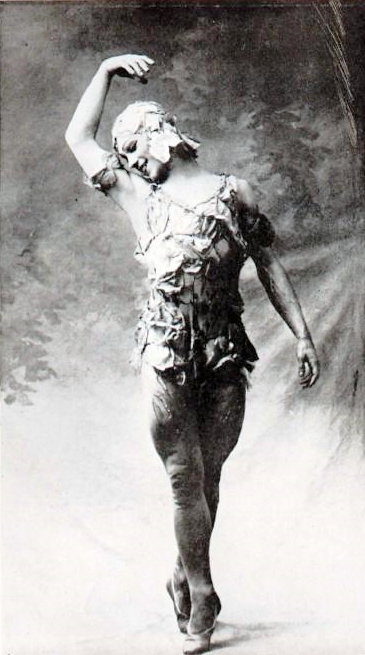
Вацлав Ніжинський в балеті «Примара троянди»)
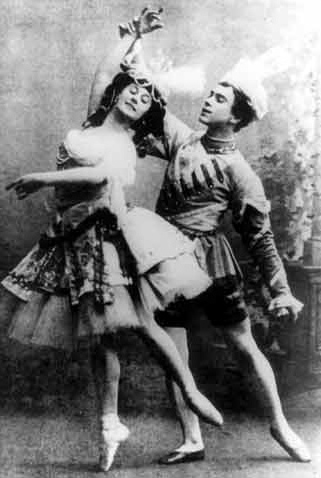
Анна Павлова і Вацлав Ніжинський в балеті «Павільйон Арміди»
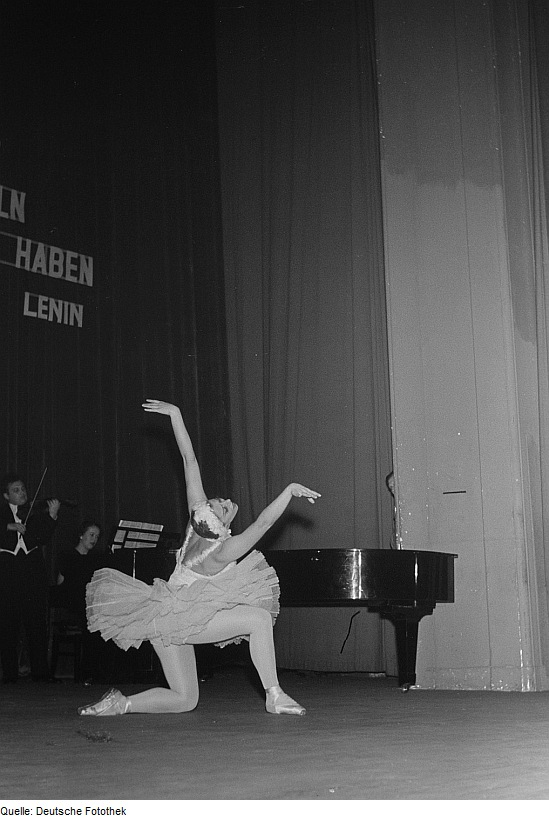
Балерина Майя Плісецька

## Порцелянова пластика
Порцелянова пластика з 18 ст. тяжіє до портрета і жанрових сцен, а серед них до зображень музикантів, співаків, карнавальних фігур, акторів.
Традиція отримала новий злет у другій половині 19 ст., за доби розквіту театру. Порцелянова пластика, далека від посуду чи практицизму, була спрямована на фінансовий успіх. Тому жваво відгукнулась на успіх театральних вистав і на популярність акторів. Довгий час популярність театру і акторів та порцелянова пластика йшли поряд. У порцеляновій пластиці з'явилися зображення популярних балетних танцівниць — М. Тальоні, Ф. Ельслер хоча в порцелянових фігурках ще переважали декоративність і узагальненість.
Волокитинська порцелянова мануфактура в Україні разом із посудом виготовляла також порцелянову пластику. До її виробів належить і фігурка актора М. Щепкіна у ролі городничого з п'єсі Миколи Гоголя «Ревізор». Сатиричність у фігурі Щепкіна йшла від ролі, але переважав реалізм. Порцелянового Щепкіна-городничого виготовляла мануфактура Терехова і Кисельова в середині 19 ст., а потім повторювали інші.
Серед незвичних портретів середини 19 століття — портрети популярних акторів на пробках для пляшок.
Відомо, що порцелянову пластику з акторами в ролях створював С. Судьбінін. Це статуетки співака Л. Собінова в ролі Ромео, балерини Т. Карсавіної та ін. С. Судьбінін сам був актором і художником-аматором. Порцелянова Т. Карсавіна у С. Судьбініна нагадує модель до бронзового монумента — вона в танці, а біля її ніг два амучики-немовляти на постаменті.
Порцелянових балерин створила і скульптор-жінка А. Брукетті-Мітрохіна: серед її творів балерини Т. Карсавіна, О. Спесівцева, С. Пуаре та інші. Якщо фігурка Щепкіна-городничого воготовлялась помітним накладом, то твори Брукетті-Мітрохіної — художниці-початківця — не тиражувались. А. Брукетті-Мітрохіна пройшла художню підготовку під керівництвом Валентина Сєрова та Костянтина Коровіна, її порцелянова пластика досить фахова.
Порцелянових акторів у ролях виготовляв і утаємничений скульптор Л. Пуцилло. Він особливо тяжів до фігурок у костюмах 18 століття, чим дав підстави плутати його порцелянову пластику з пластикою Костянтина Сомова. Серед них — Пьєро, Коломбіна, персонажі італійської народної комедії.

### За совєцької доби
1920-ті роки в порцеляні СРСР сприймають перш за все як період «агітаційної порцеляни». Вона дійсно була незвичною в історії розвитку порцеляни, але не єдиною і не пануючою. До того ж «агітаційна порцеляна» з її спрощеним і плакатним декором не могла стати універсальною і не скасовувала інші напрямки у порцеляні.
Театр з його постійним зверненням до класичного репертуару дожовтневого періоду сприяв відродженню портретів акторів у ролях в порцеляні доби СРСР. Це не стільки ретроспективізм, скільки продовження реалістичних традицій 19 століття. Божевілля більшовицьких перетворень у державі призведе до кампанії розслідування котрреволюційності та шкідництва в порцеляновій промисловості…
У 1920-ті роки скульптор Д. Іванов створив мініатюрний диптих за мотивами балету І. Стравинського «Жар-Птиця», а в образі Івана Царевича подав танцівника і балетмейстера Михайла Фокіна, «Жар-Птицею» у виставі була Тамара Карсавіна.
До театральних образів Ф. Шаляпіна звертався і скульптор Я. Троупянський. 1922 року Троупянський відтворив у порцеляновій мініатюрі Ф. Шаляпіна в образі Бориса Годунова. Порцелянова фігурка була виконана у двох варіантах — статичному і динамічному. У масове виробництво потрапив статичний варіант. Динамічний варіант з розписом роботи пані В. Рукавишнікової був на сучасний погляд цікавішим і декоративно кращим, але він залишений на лабораторному етапі.
До порцелянової пластики зверталась і скульптор-жінка Н. Данько. Серед них — Вацлав Ніжинський та Анна Павлова в балеті «Примара троянди». Заслуженою популярністю користувалась і порцелянова фігурка актриси Зінаїди Райх з вистави «Дама з камеліями» за твором Дюма-сина. Серед популярних порцелянових образів Н. Данько — тендітна фігурка і легендарної поетеси Анни Ахматової, що не була актрисою.
Індивідуальність притаманна портретам акторів і музикантів у жанрі порцелянового шаржу, котрі створила майстриня в Україні Л. Івковська. Серед її гротескових фігурок С. Образцова та піаніст Ван Кліберн.